# Follo (Norvegia)
Follo è uno dei distretti tradizionali della contea di Akershus, nella Norvegia meridionale. La superficie, di 819 km², comprende i comuni di Nesodden, Frogn, Nordre Follo, Vestby, Ås e la parte meridionale del comune di Enebakk. 
Il capoluogo amministrativo è Ski, che è anche la città più grande del distretto. I comuni di Frogn e Vestby hanno le coste lungo il fiordo di Oslo, quelli di Ås e Nordre Follo lungo il fiordo di Bunne, quello di Nesodden lungo entrambi i fiordi.
All'interno ci sono molte foreste e fattorie, oltre ad una piccola industria. 
Follo ha due distretti giudiziari: Indre Follo e Ytre Follo.

## Etimologia
La forma originaria norrena del toponimo era Folló (da *Foldló). Il primo elemento (fold) designa l'antico nome dell'Oslofjord, il secondo (ló) significa "prato".

## Storia
Il distretto faceva parte, in epoca medioevale, della contea di Vingulmark, inglobata a sua volta nella contea di Viken e dipendente dal distretto giudiziario di Borgarting.

## Luoghi di interesse
- Fortezza di Oscarsborg
- Parco divertimenti Tusenfryd
- Museo di Follo

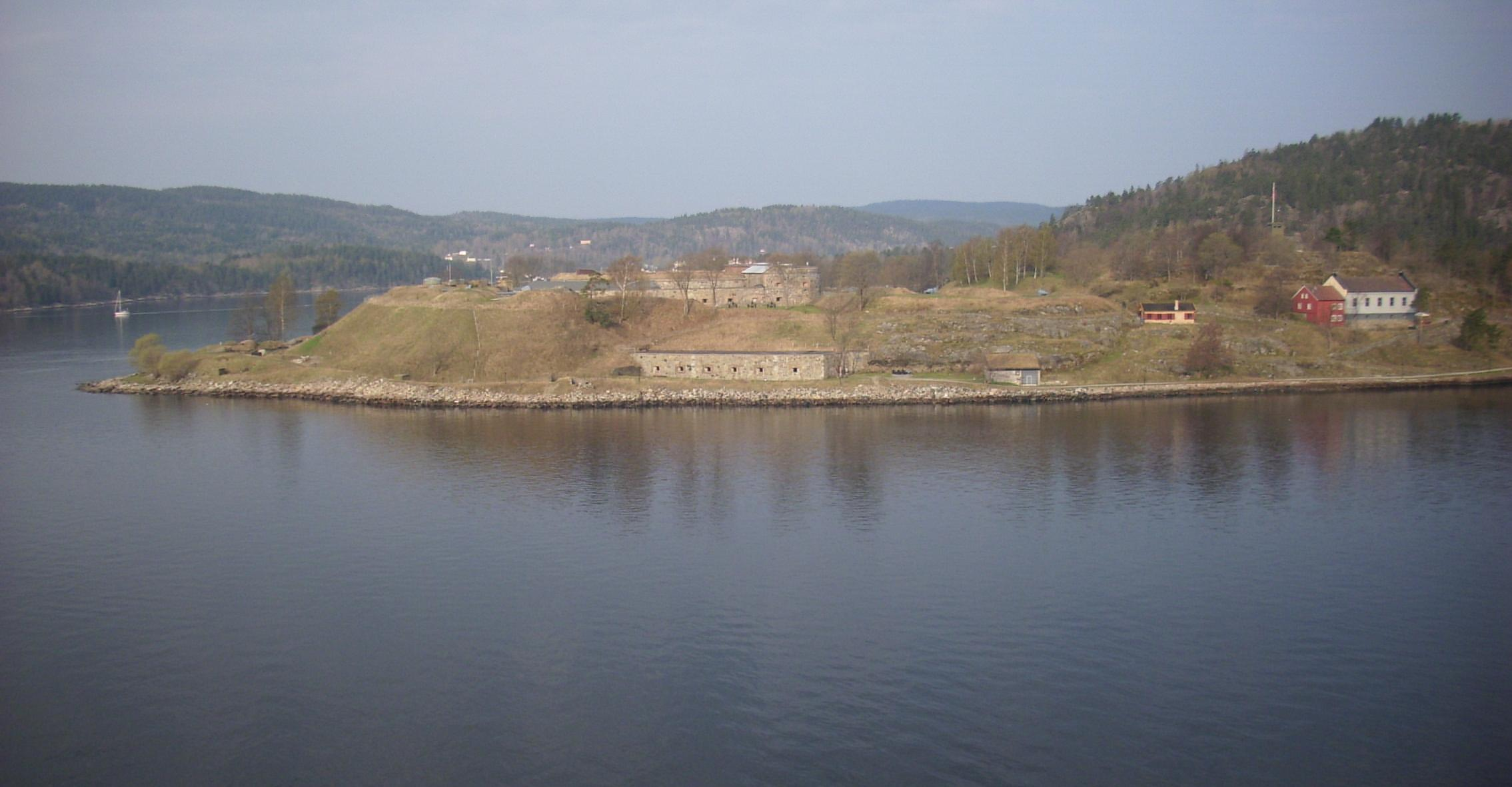
La fortezza di Oscarsborg

- Università Norvegese di Scienze della Vita
- Centro culturale costiero del villaggio di Son

## Infrastrutture e trasporti
- Linea Østfold (ferrovia Oslo-Kornsjø), mezzo indispensabile per molti pendolari che lavorano nella capitale
- Strada europea E6
- Strada europea E18
- La Strada europea E134, con il tunnel di Oslofjord, è una "scorciatoia" a sud-ovest per gli automobilisti che non hanno bisogno di passare per la capitale
- La compagnia Norled AS assicura i collegamenti marittimi tra Nesodden e Oslo